# Icones et Descriptiones Plantarum
Icones et descriptiones plantarum quae aut sponte in Hispania crescunt aut in hortis hospitantur (abreviado Icon. o Icon. (Cavanilles)) es un tratado botánico del presbítero, naturalista y botánico español Antonio José de Cavanilles publicado en seis volúmenes de 1791 a 1801, ilustrado con seiscientos un grabados al aguafuerte y buril de François Nöel Sellier, Miguel Gamborino, Vicente López Enguídanos, Tomás López Enguídanos, José Fonseca y Mendoza y Alejandro Blanco y Assensio por dibujos del mismo Antonio José Cavanilles, autor de las setecientas doce descripciones de plantas comprendidas.
Cavanilles comenzó a trabajar en los Icones en París al tiempo que concluía Monadelphiae classis dissertationes decem, concibiéndolo como un trabajo misceláneo, a diferencia del trabajo especializado que había dedicado a las monadelfias. Los acontecimientos políticos en Francia y la esperanza de obtener el puesto de director del Real Jardín Botánico de Madrid determinaron su regreso a España donde se encargó a su costa de la edición del primer tomo. Conforme era costumbre fue publicándose en cuadernos de diez estampas vendidos a veintiocho reales de vellón y cada tomo estaría formado por diez cuadernos. De los grabados, ejecutados entre noviembre de 1790 y agosto de 1791, se encargaron François Nöel Sellier, en París, y Miguel Gamborino, de modo que el verano de 1791 estuvo listo el primer volumen impreso en la Imprenta Real con materiales obtenidos en huertos y jardines de Madrid y sus alrededores y plantas enviadas al Real Jardín Botánico.
A partir de 1792 el rey Carlos IV se hizo cargo por Real Orden de todos los gastos, al tiempo que comisionaba a Cavanilles a viajar por tierras valencianas. El segundo volumen tendrá por ello mayoría de plantas de este origen, pero las ocupaciones de Cavanilles y la guerra con Francia retrasaron su publicación, que no se completaría hasta finales de 1793. Desde París Sellier envió cincuenta y tres láminas —con las que terminó su colaboración— en octubre de 1792, pero no llegaron a Madrid hasta enero de 1793. La suspensión de las comunicaciones con Francia obligaron a buscar nuevos grabadores y la incorporación de los hermanos Tomás y Vicente López Enguídanos. Fue este quien en adelante tomó a su cargo la mayor parte de las nuevas láminas que se irían abriendo hasta su súbita muerte en 1800. El tercer tomo, de nuevo con numerosas plantas valencianas junto con otras muchas mexicanas no estuvo concluido hasta diciembre de 1795, cuando Vicente López Enguídanos entregó las últimas láminas aunque en portada la edición se fechó en 1794. En el cuarto empezó a trabajar Cavanilles en febrero de 1797. Los materiales de este volumen procedían en su mayoría de plantas obtenidas en la expedición Malaspina e incluía descripciones de plantas australianas, neozelandesas y filipinas. De sus grabados se encargó en su totalidad Vicente López Enguídanos, que entregó las últimas en julio de 1798. El quinto, de similares características, estuvo concluido a finales de 1799. El sexto y último se publicó en 1801 e incluía ciento cuarenta descripciones de plantas, adiciones a lo ya publicado e índices y tablas, junto con las consabidas cien estampas, sesenta y una dadas por Vicente López antes de su muerte y las treinta y nueve restantes grabadas por Tomás, José Fonseca y Alejandro Blanco.
En el archivo del Real Jardín Botánico de Madrid se conservan la totalidad de los dibujos originales de Cavanilles y en la Calcografía Nacional ciento sesenta y dos de las láminas.